# Jianghuai Automobile
JAC Motors (kitajsko: 江淮汽车; pinjin: Jiānghuái Qìchē; uradno Anhui Jianghuai Automobile Co., Ltd.) je kitajski proizvajalec avtomobilov in večnamenskih vozil. Podjetje ima sedež v Hefeju v provinci Anhuj na Kitajskem. Podjetje je leta 2021 proizvedlo približno 524.000 vozil, vključno z 271.800 gospodarskimi vozili in 252.500 osebnimi vozili. Decembra 2021 je prodal tudi 16.800 baterijskih električnih vozil.